# Nationaal Smalspoormuseum

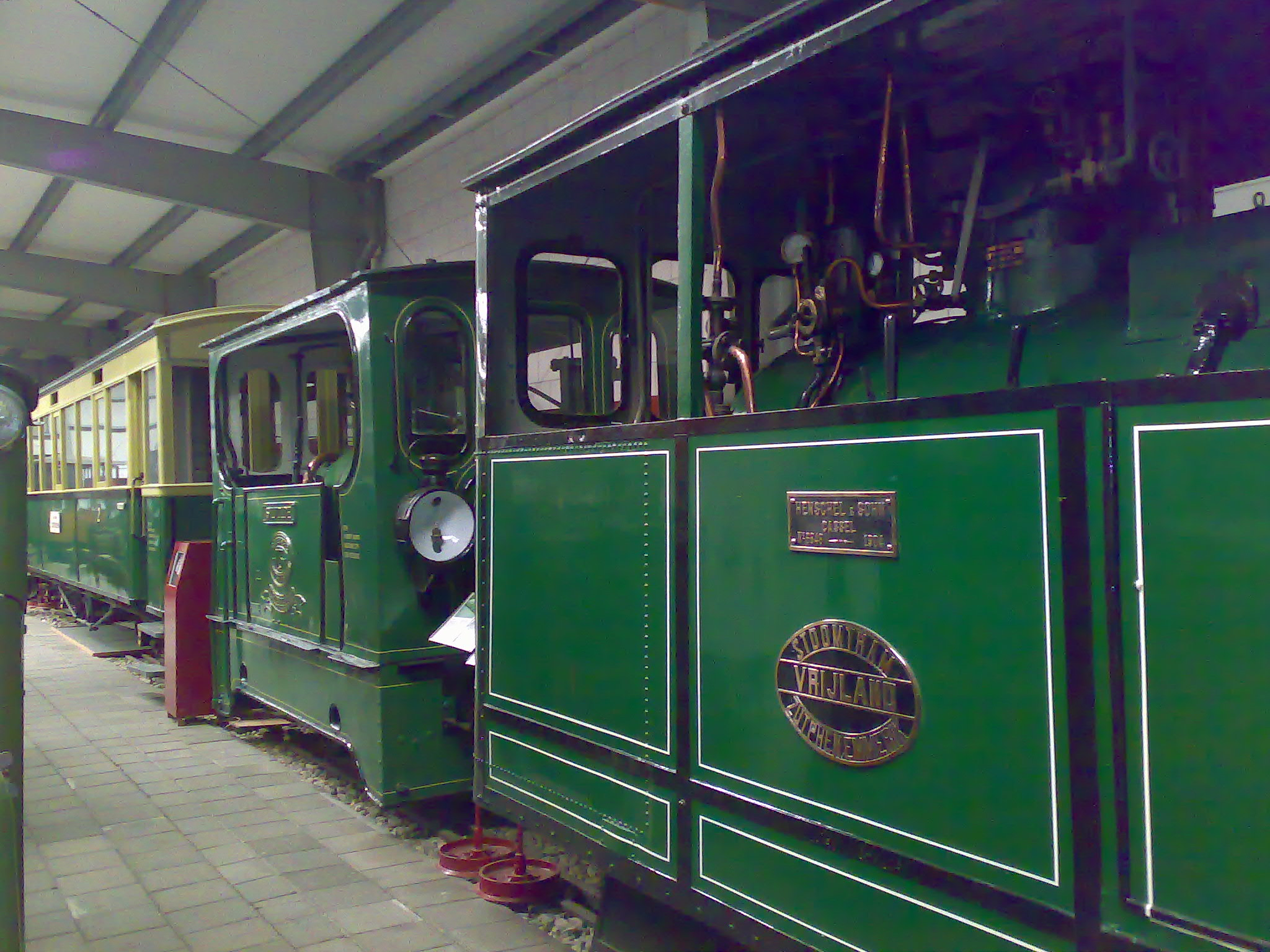
Stoomtramlocs 'Vrijland' en 'Silvolde' met daarachter een origineel stoomtramrijtuig, alle afkomstig van de Geldersche Tramwegen (GTW) in het Nationaal Smalspoormuseum.

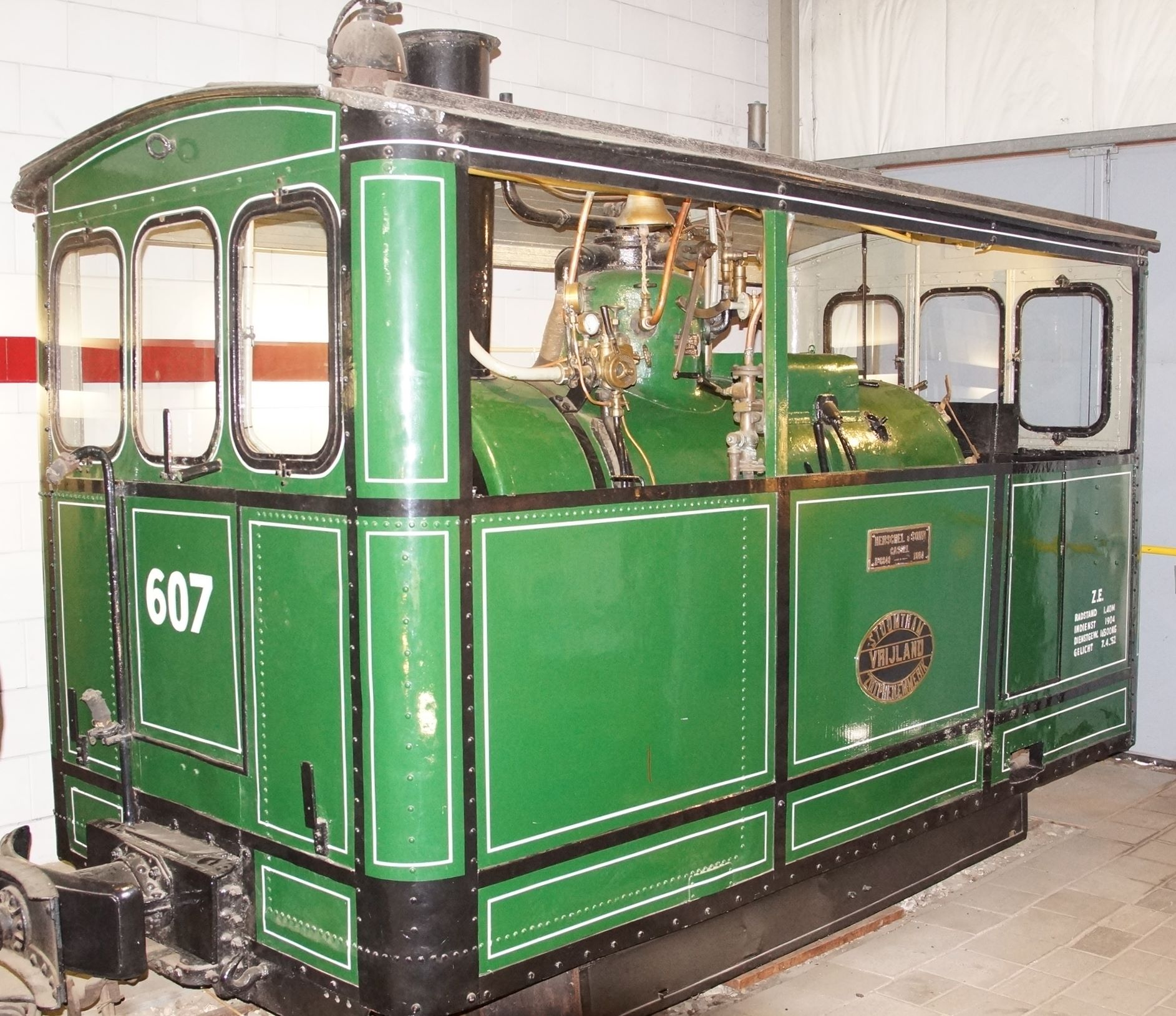
Loc 607 'Vrijland' van de Geldersche Tramwegen; Henschel und Sohn, nr. 6848.

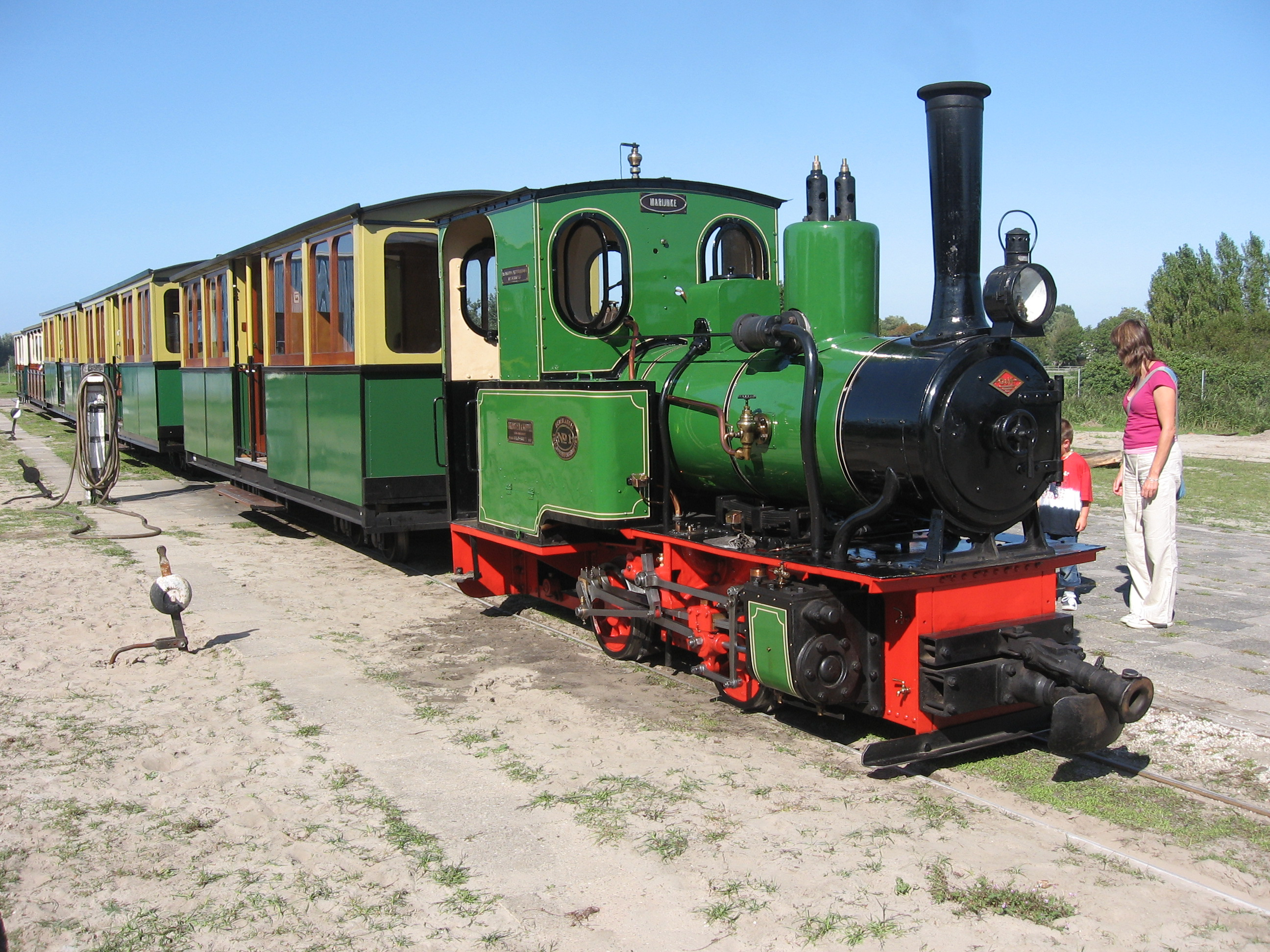
Smalspoorstoomtrein met loc 1 'Marijnke' van de Stoomtrein Katwijk Leiden.

Het Nationaal Smalspoormuseum is een museum over smalspoortoepassingen in Nederland, gevestigd in het Zuid-Hollandse Valkenburg (gemeente Katwijk) bij het Valkenburgse Meer.

## Collectie
De collectie van het museum omvat circa negentig locomotieven (zeventien stoom- en ruim zeventig diesellocomotieven), tientallen wagens, lorries, personenrijtuigen, twee draisines en smalspoortoebehoren. Voorts is het museum in het bezit van een collectie foto's en maquettes, die tezamen met videopresentaties een indruk geven van de toepassingen van smalspoor. De meeste locs zijn geschikt voor de spoorwijdte van 700 mm, ook zijn er enkele locs voor de spoorwijdte van 900 mm.
Naast de vele locs afkomstig van industriële bedrijven zijn er ook enkele museumtrams, afkomstig van de Gelderse Tram: stoomlocs 13 'Silvolde' en 607 'Vrijland', rijtuig AB 48 en goederenwagen GZ 41. Ook is goederenwagen GV 17 in de collectie opgenomen. Van de OSM is aanwezig postbagagewagen 1. Na restauratie en inbouw van een nieuwe ketel werd loc 607 in maart 2024 voor het eerst sinds de jaren vijftig weer onder stoom gebracht.
Na jarenlange onderhandelingen kwamen er in 2023 uit Indonesië twee in de jaren twintig in Nederland gebouwde stoomlocs die daar bij suikerfabrieken op Java hebben dienst gedaan. Het betreft loc Pesantren Baroe 214 (Du Croo & Brauns 159/1928) en loc Soemberhardjo 9 (Du Croo & Brauns 81/1925).

### Ontstaan van de collectie
Aan het eind van de jaren zestig dreigde een groot deel van het nog in Nederland aanwezige smalspoormaterieel verloren te gaan. Her en der door het land ontstonden verschillende initiatieven om materieel voor het nageslacht te behouden en ervoor te zorgen dat het rijvaardig blijft. In de Katwijkse duinen begon de Nederlandse Smalspoorweg Stichting (NSS) met publieksritten over het (bestaande) smalspoor van de Leidsche Duinwater Maatschappij. Hiervoor werden locomotieven verworven van bedrijven die hun smalspooractiviteiten staakten. Ook locomotieven die als statisch object bij bedrijven stonden opgesteld, of locomotieven uit particulier bezit, werden aan de collectie toegevoegd. Enkele tientallen zijn gerestaureerd en in rijvaardige toestand te bewonderen.

## Het museum
Nadat in 1993 de collectie verhuisde naar de nieuwe locatie bij het Valkenburgse Meer werd in 1996 het Nationaal Smalspoormuseum geopend. Voor het eerst was het mogelijk om niet alleen locomotieven tentoon te stellen, maar ook aandacht te besteden aan de vele toepassingen van smalspoor.
Het museum beschikt over een groot werkplaatsgebouw waar rollend materieel wordt gerestaureerd en onderhouden. Daarnaast is een museumgebouw voor expositie van materieel, objecten, foto’s, etc. Alle sporen op het terrein hebben een spoorwijdte van 700 mm.

## Rondritten
Als het museum is geopend, worden er rondritten gemaakt door de Stoomtrein Katwijk Leiden op de smalspoorlijn van 700 mm rond het Valkenburgse Meer.

## Uitbreidingen
Het museum werkt aan de bouw van een buitenmuseum, waarin tientallen toepassingen van smalspoor zijn uitgewerkt; in de eerste plaats het trambedrijf (naar het voorbeeld van de Gelderse Tramwegen), en verder onder andere tuinbouw, turfwinning, mijnbouw en grondverzet bij de aannemerij.
In 2005 is in het kader van het trambedrijf een nieuwe rijtuigenremise in gebruik genomen, naar voorbeeld van de rijtuigenloods van de Geldersche Tramwegen in Doetinchem.
Daarnaast is vervolgens in 2009 een stoomlocomotievenloods gebouwd, naar voorbeeld van de Stoomtram Zutphen - Emmerik, deze biedt onderdak aan negen locs.
In 2013 en 2020 werden twee houten (diesel)motorlocomotievenloodsen gerealiseerd. Zij zijn verbonden met een traverse. In de loodsen liggen zes, respectievelijk acht sporen, waarop totaal plaats is voor circa 45 locs.
In 2013 werd een nieuw stationsgebouw in gebruik genomen. Dit gebouw is een kopie van het vroegere tramstation te Gorssel uit 1926 aan de tramlijn Zutphen - Deventer van de Stoomtram Zutphen - Emmerik (ZE). Dit was in 1926 Nederlands laatst geopende smalsporige stoomtramweg.
In 2023 werd gestart met een uitbreiding van het buitenmuseum. Hierin komen onder andere een mijngang, graafmachines, een overkapping voor kipkarren en de oude schietschijvenloods van het Infanterieschietkamp Harskamp waarin smalspoormaterieel van het Nederlandse leger wordt getoond.

## Galerie

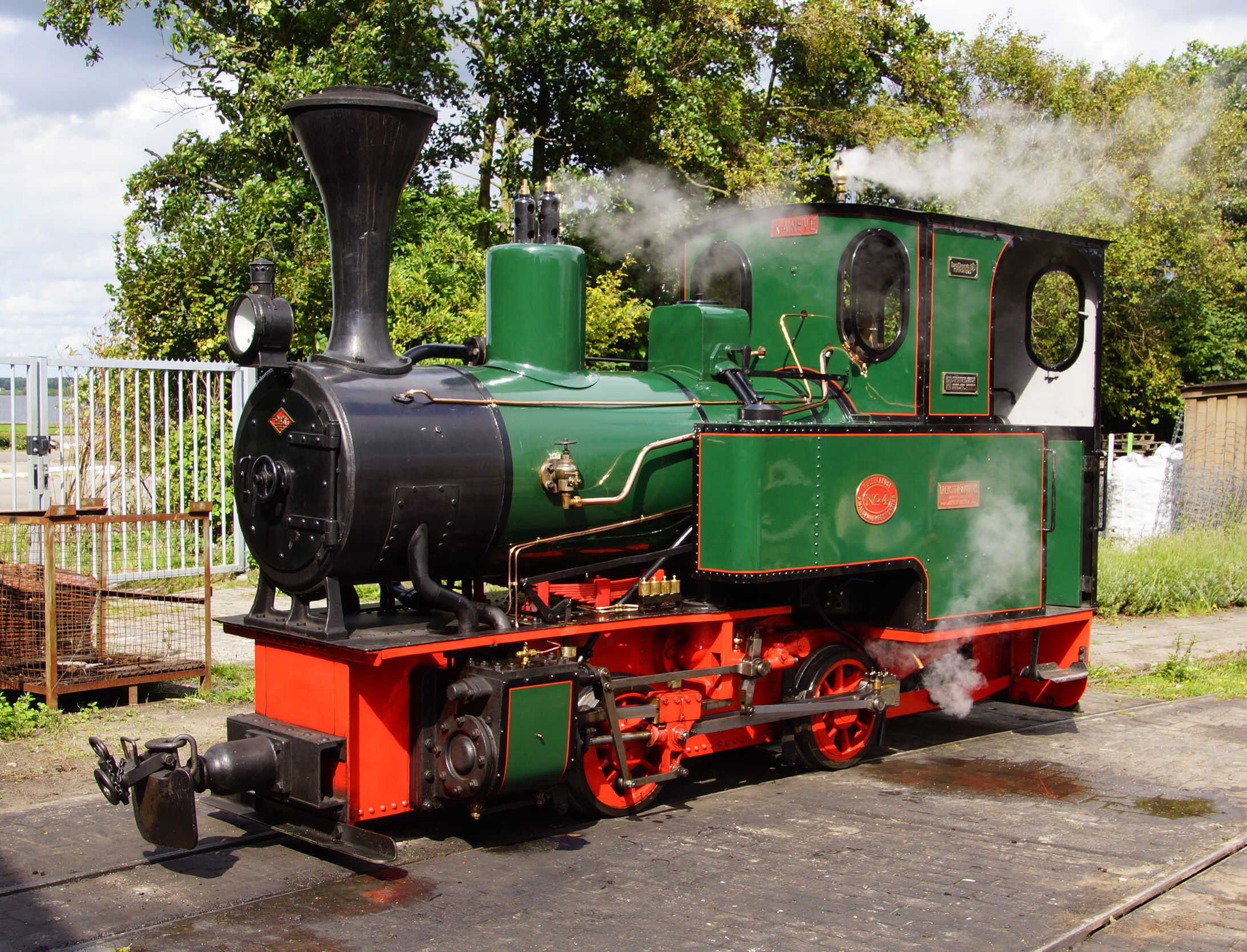
Nationaal Smalspoormuseum; Loc 4 'K.A. Neve', Orenstein & Koppel 12974.
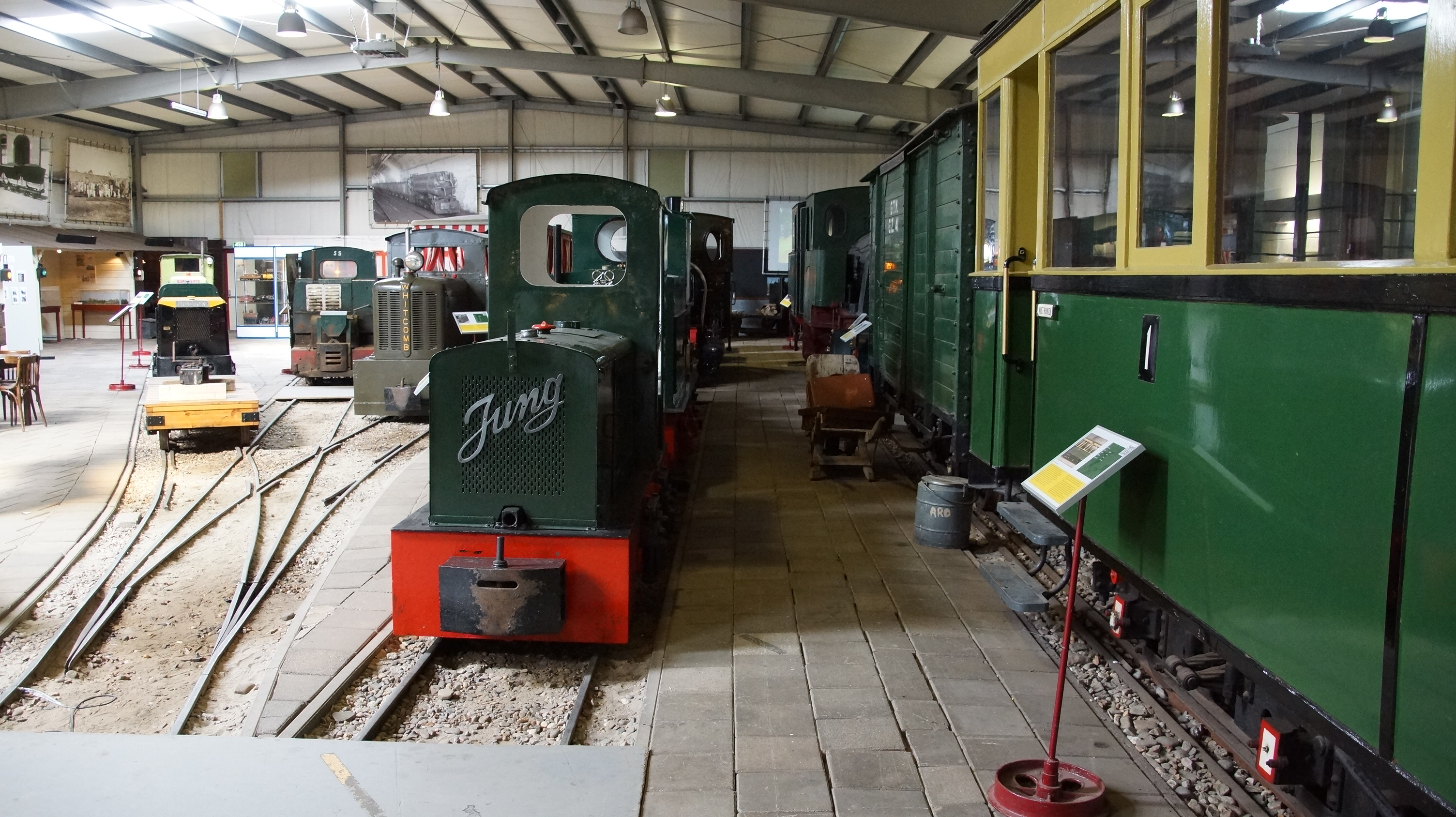
Nationaal Smalspoormuseum; Overzicht van het museum met diverse diesellocs, vooraan een Jung-loc, rechts het tramstel van de GSM.
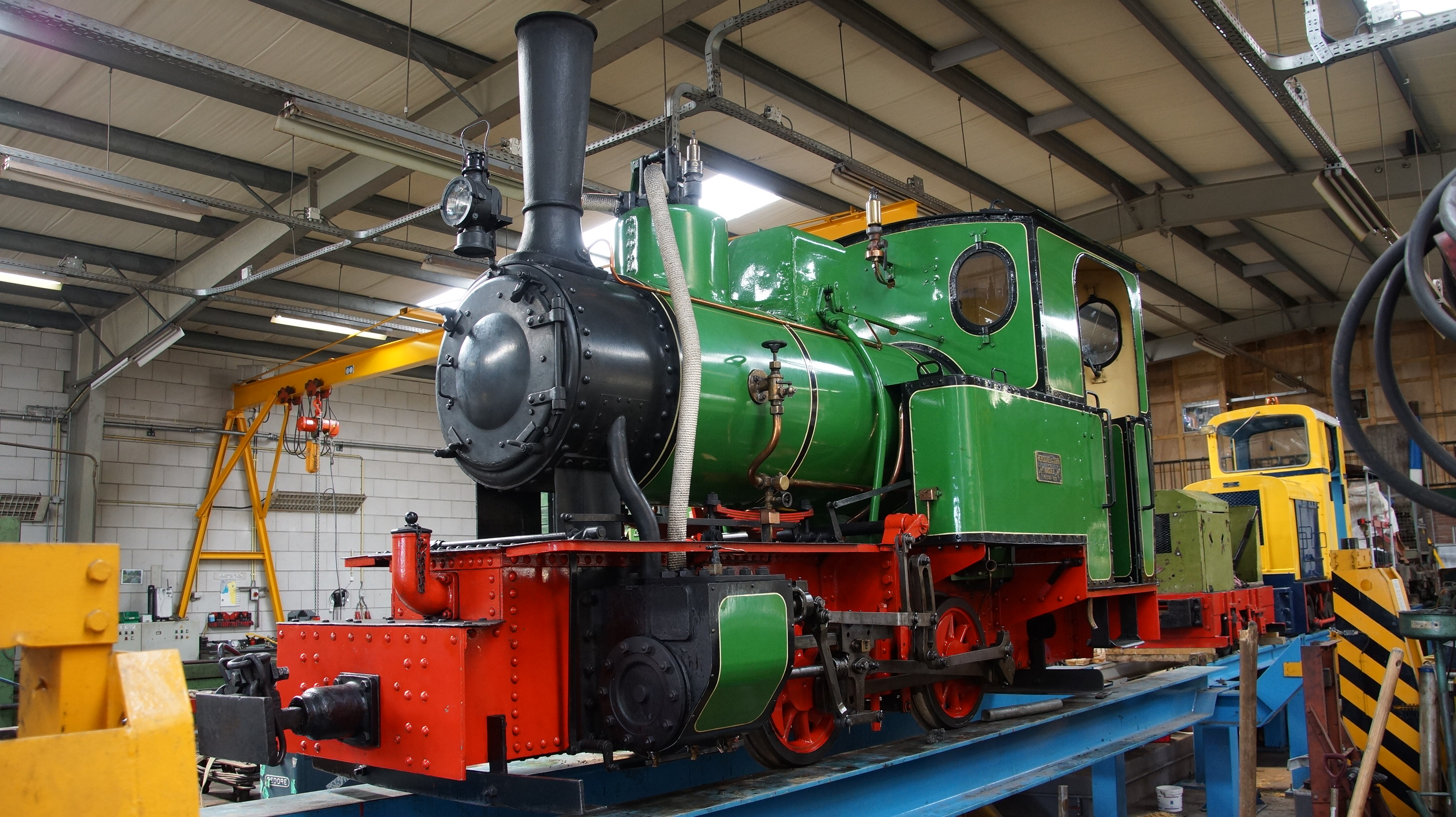
Loc Henschel und Sohn.
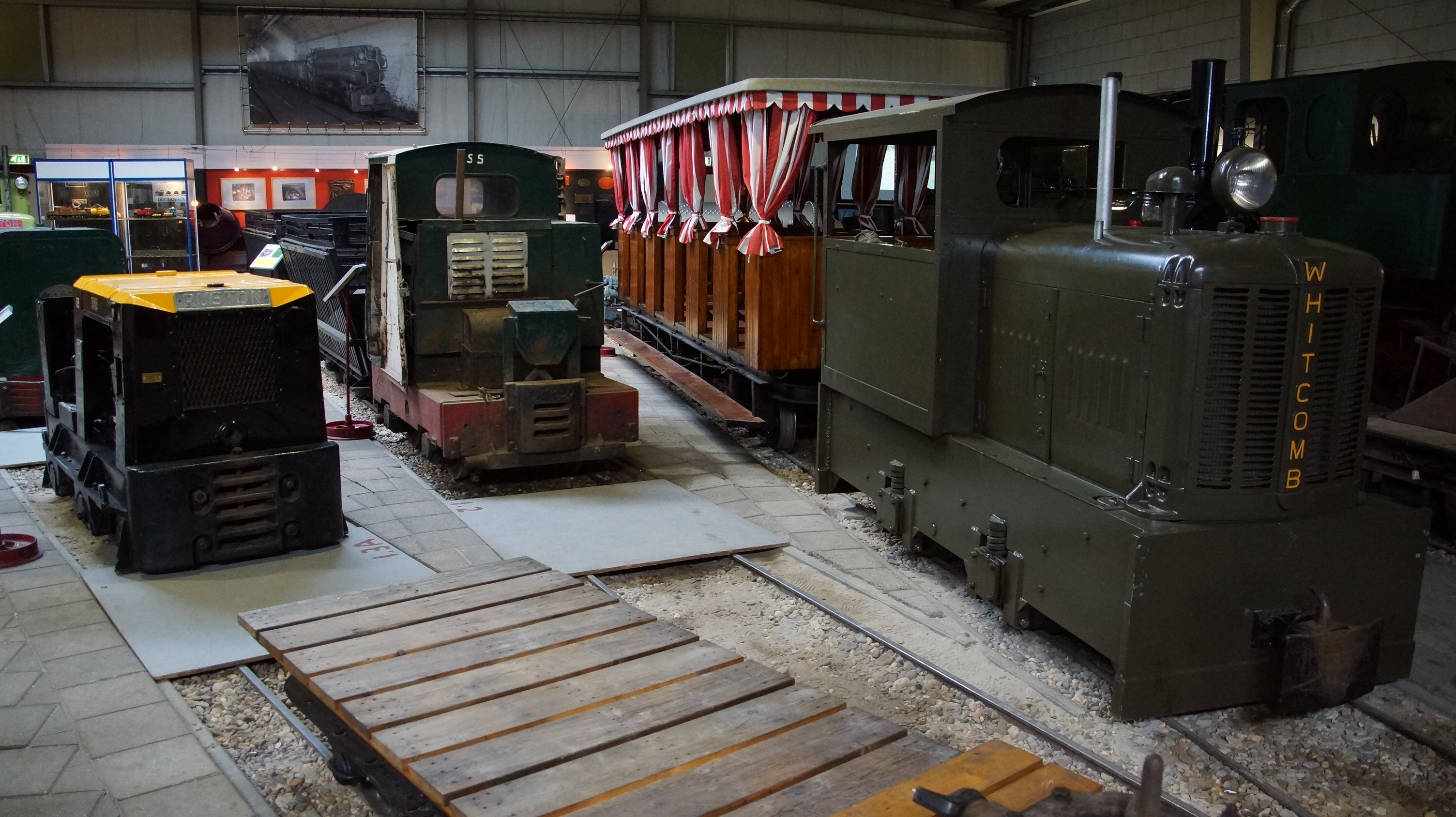
Nationaal Smalspoormuseum; Diesellocs Ruston en Whitcomb, met rijtuig.
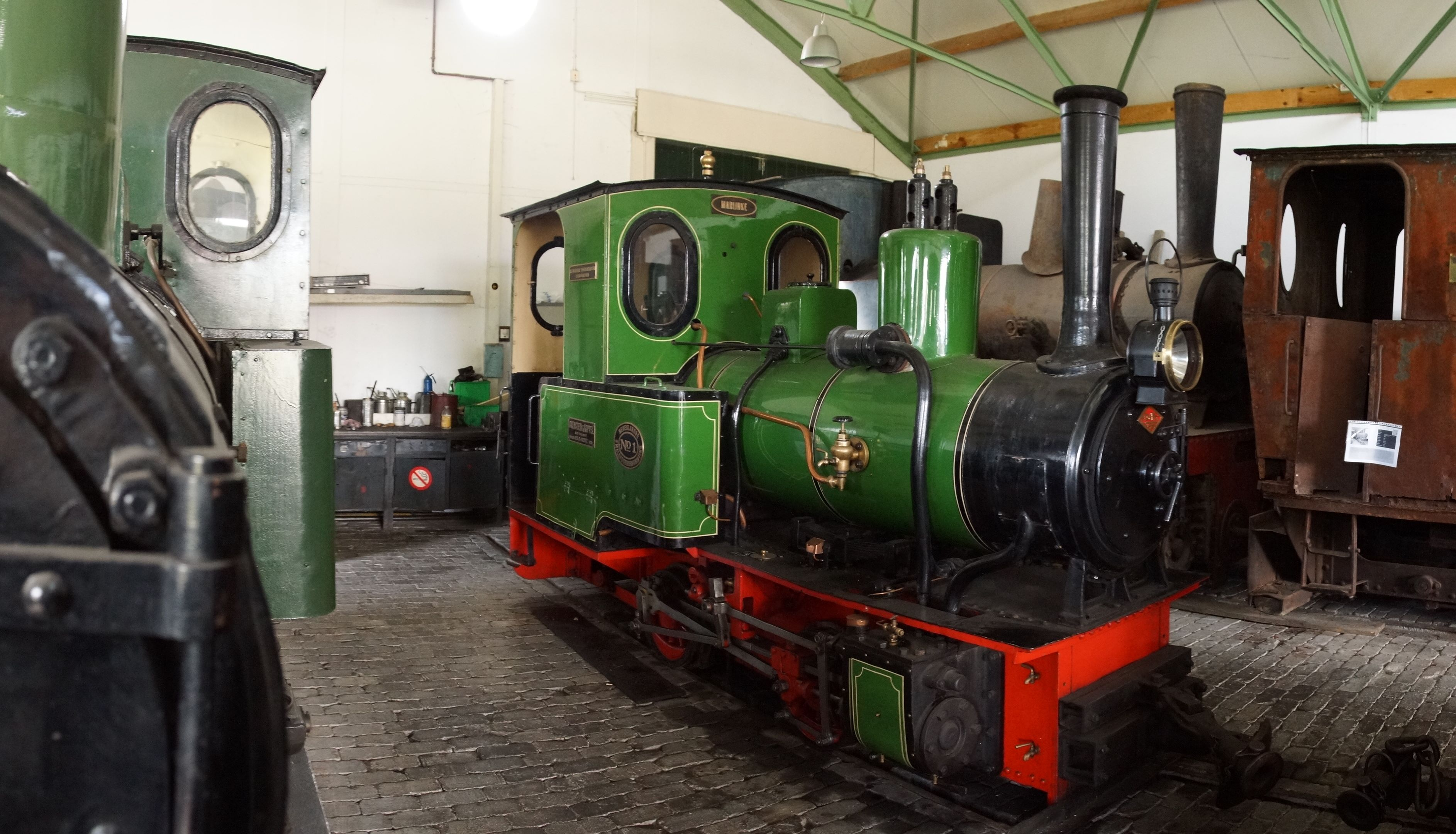
Nationaal Smalspoormuseum; Loc Orenstein & Koppel 11684.
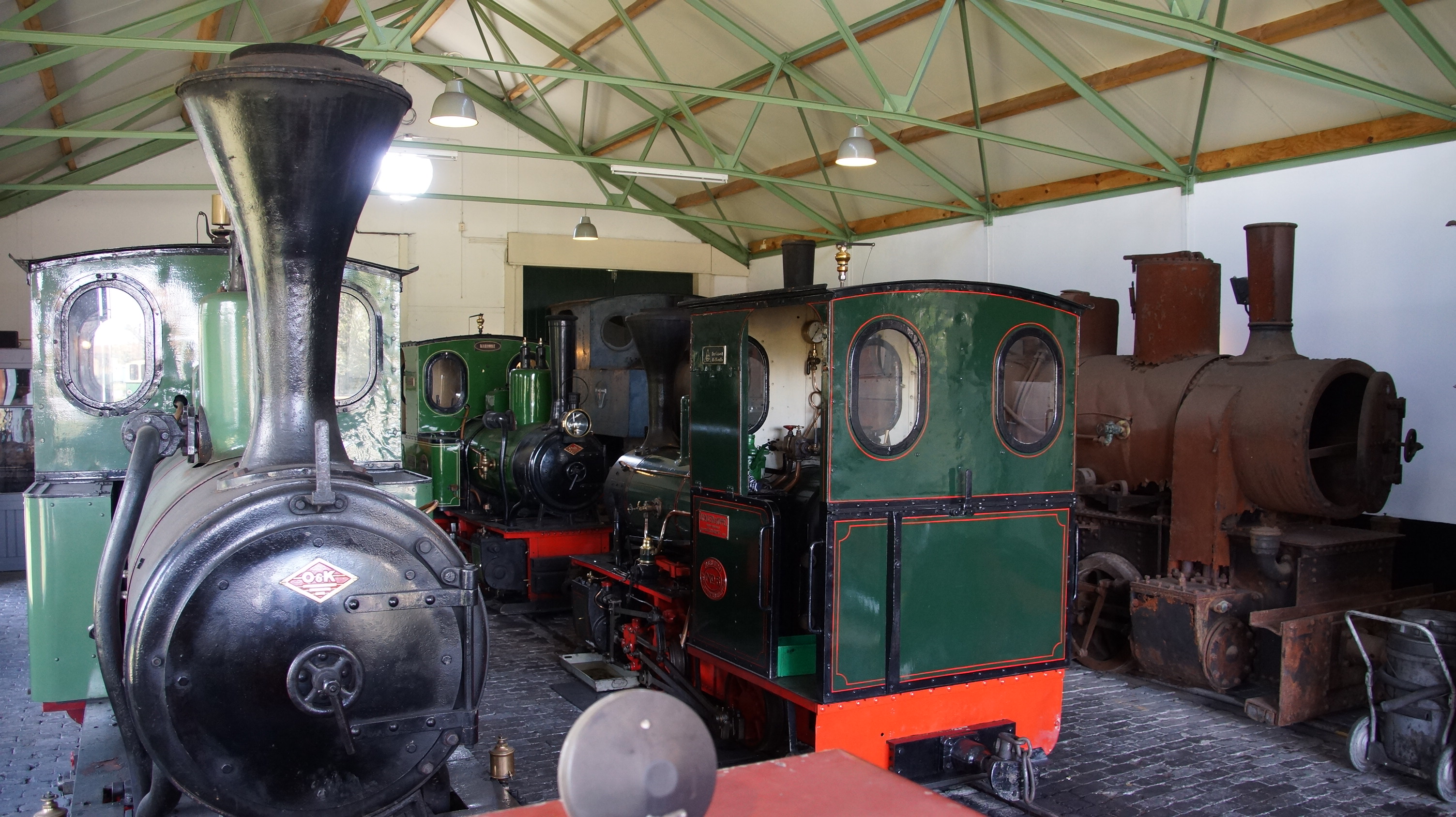
Nationaal Smalspoormuseum; Diverse stoomlocs.
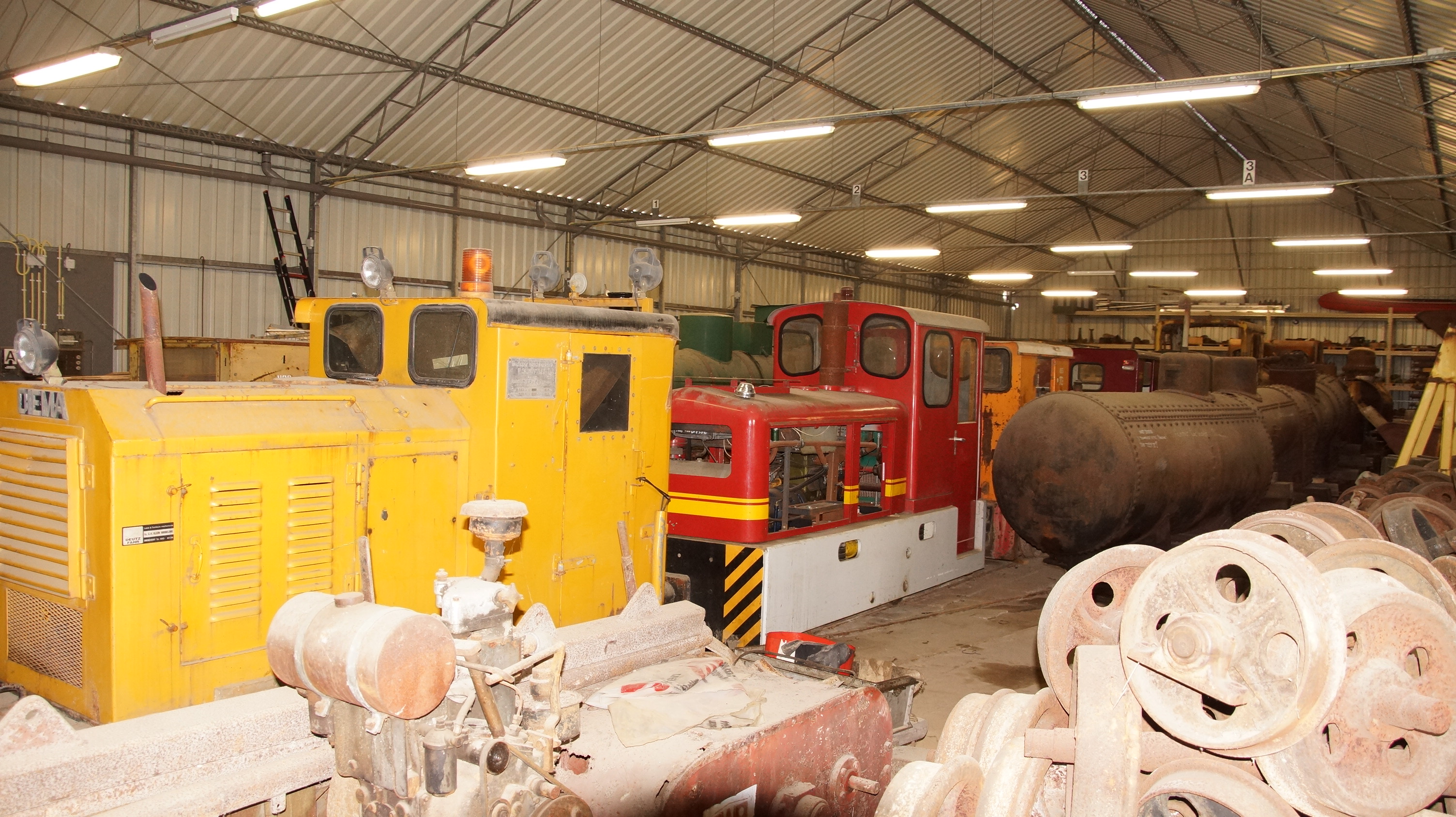
Nationaal Smalspoormuseum; Diverse diesellocs.